# Oxycercus
Oxycercus es un género de insectos blatodeos (cucarachas) de la familia Blaberidae, subfamilia Blaberinae. Su única especie es Oxycercus peruvianus.

## Distribución geográfica
Se pueden encontrar en Perú.